# Eigerøy bru
Die Eigerøy bru (deutsch Eigerøybrücke) ist eine zweispurige Straßenbrücke über den Nysund zwischen der Insel Eigerøya und dem Festland bei der Stadt Egersund in der Kommune Eigersund in der Provinz Rogaland, Norwegen.
Die Balkenbrücke aus Spannbeton wurde am 20. August 1951 vom damaligen Kronprinzen und späteren König Olav V. eingeweiht. Sie ist 260 m lang. Der mittlere Bogen über dem Nysund hat eine Spannweite 40 m und eine Durchfahrtshöhe von 23,75 m. Die Brücke trägt die Reichsstraße 42 von Egersund auf dem Festland zur Insel Eigerøya mit ihren Industrie- und Hafenanlagen. Da sich der Verkehr seit ihrer Einweihung erheblich gesteigert hat, wird seit Jahren eine Erweiterung diskutiert.
Beim Bau der Brücke wurden 5.100 m2 Schalung, 1.300 m3 Beton und 121,5 Tonnen Bewehrungsstahl verarbeitet. Die Brücke war eine der beiden ersten in Norwegen mit Spannbetonträgern gebauten Brücken. Einige der Träger sollten im Zweiten Weltkrieg von der deutschen Besatzungsmacht zum Bau von U-Boot-Bunkern verwendet werden. Der Krieg war jedoch zu Ende, ehe diese Bauteile dazu genutzt werden konnten.